# 花园桥站
花园桥站是一个位于中国北京市海淀区八里庄街道与甘家口街道交界西三环北路、玲珑路、车公庄西路交叉口，属于北京地铁6号线的地铁车站。2012年12月30日随6号线一期正式开通。这个车站临近首都师范大学。

## 位置
花园桥站位于玲珑路－车公庄西路（东西向）与西三环北路（南北向）交汇处，车站主体下穿西三环北路花园桥主跨，呈东西向布置。

## 车站设计
花园桥站主体结构位于花园桥主跨下。采用岛式站台设计，车站工程全长233.6米，西端（长43.6m）为三层两柱框架结构采用明挖施工，中间和东端（长190m）为二层单柱双联拱结构下穿花园桥主跨采用浅埋暗挖法施工。 
在隧道穿越桥梁施工过程中，用临时桥墩支顶梁底，通过控制千斤顶进行梁体顶升实现控制沉降的目的。
花园桥站装饰运用近代北京红砖建筑元素，站厅墙壁公共艺术设计是名为《青春留痕》的浮雕装饰。

### 楼层
| 地面层          | 出入口                    | A—D出入口                        |
| 地下二层 站厅层 | 站厅                      | 票务服务、自动售票机、一卡通充值 |
| 地下三层 站台层 |                           | █ 6号线往金安桥（慈寿寺）        |
| 地下三层 站台层 | 岛式站台，左側開门        |                                  |
| 地下三层 站台层 | █ 6号线往潞城（白石桥南） |                                  |

### 大堂
花园桥站大堂位于玲珑路-车公庄西路地下，下穿花园桥主跨。付费区内设有4台连接站厅层与站台层的電動扶梯，中央设有前往站台层的升降电梯。大堂内亦有数台自動櫃員機。大堂北面墙壁设有名为《青春留痕》的浮雕装饰。

### 月台
花园桥站月台位于玲珑路-车公庄西路地底，属于岛式月台。本站的卫生间位于站台西端。

## 出入口
花园桥站设有6个出入口，其中A、C出入口设有升降电梯。
|                       |                    |                                                                            |      |            |
| 编号                  | 指示               | 建议前往的目的地                                                           | 照片 | 无障碍设施 |
| 出口 · A · 升降机标志 | 玲珑路（北侧）     | 首都师范大学北一区、国际财经中心、中国外文大厦、国图文化大厦               |      |            |
| 出口 · B · 1          | 车公庄西路（北侧） | 中国画报出版社、北京工业大学继续教育学院、车公庄西路45号院                 |      | 不適用     |
| 出口 · B · 2          | 车公庄西路（北侧） | 老虎庙小区                                                                 |      | 不適用     |
| 出口 · C · 升降机标志 | 车公庄西路（南侧） | 花园村小学、中国劳动关系学院、世纪经贸大厦、中国进口汽车贸易公司、中咨大厦 |      |            |
| 出口 · D · 1          | 玲珑路（南侧）     | 首都师范大学家属区（北门）                                                 |      | 不適用     |
| 出口 · D · 2          | 西三环北路（西侧） | 首都师范大学本部、科原大厦、海淀区实验小学                                 |      | 不適用     |
| 註： 設有             |                    |                                                                            |      |            |